# Fièvre africaine par morsure de tique
 Mise en garde médicale
La fièvre africaine par morsure de tique (ATBF) est une infection bactérienne transmise par la piqûre d'une tique.

## Symptômes
Les symptômes peuvent inclure de la fièvre, des maux de tête, des douleurs musculaires et une éruption cutanée. Au niveau de la piqûre, on observe généralement une plaie cutanée rouge avec un centre sombre. L'apparition des symptômes survient généralement 4 à 10 jours après la piqûre. Les complications sont rares, mais peuvent inclure une inflammation des articulations,; certaines personnes ne développent pas de symptômes.

## Cause
La fièvre par morsure de tique est causée par la bactérie Rickettsia africae. La bactérie est propagée par les tiques de type Amblyomma. Ceux-ci vivent généralement dans les hautes herbes ou les buissons plutôt que dans les villes.

## Diagnostic
Le diagnostic est généralement basé sur les symptômes, elle peut être confirmée par culture, PCR ou immunofluorescence.

## Prévention
Il n'existe pas de vaccin. La prévention consiste à éviter les piqûres de tiques en couvrant la peau, en utilisant du DEET ou en utilisant des vêtements traités à la perméthrine.

## Traitement
Les preuves concernant le traitement, cependant, sont limitées, l'antibiotique doxycycline semble utile. Le chloramphénicol ou l'azithromycine peuvent également être utilisés,. La maladie aura également tendance à se résoudre sans traitement.

## Fréquence
La maladie sévit en Afrique subsaharienne, aux Antilles et en Océanie,. Elle est relativement fréquente chez les voyageurs qui se rendent en Afrique subsaharienne. La plupart des infections surviennent entre novembre et avril, des épidémies de la maladie peuvent survenir.

## Histoire
Les premières descriptions de la maladie remonteraient à 1911. La fièvre africaine par morsure de tique est un type de fièvre boutonneuse. Il a déjà été confondu avec la fièvre boutonneuse méditerranéenne.